# Raymond István Rohonyi
Raymond István Rohonyi (ur. 20 lipca 1975 w Stavanger) – norweski wokalista i muzyk. Były członek grupy gothic metalowej Theatre of Tragedy. Jego rodzina ma węgierskie korzenie.